# Templón

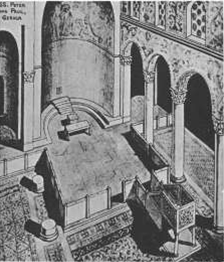
Una reconstrucción del templón de la Basílica de San Pablo y Pedro en Gerasa.

El templón (del griego medieval τέμπλον que significa templo) es un rasgo de la arquitectura bizantina que apareció por primera vez en las iglesias cristianas alrededor del siglo V y todavía se encuentra en algunas iglesias cristianas orientales.
Al principio, esto era una barrera baja, probablemente no muy diferente del carril del altar de muchas iglesias occidentales. Esto tarde o temprano se desarrolló en el iconostasio moderno, todavía presente a día de hoy en las iglesias ortodoxas. Esto separa al laicado, en la nave, de los sacerdotes que preparan los sacramentos en el altar. Por lo general está compuesto de columnas de madera tallada o mármol que soportan un arquitrabe (una viga que descansa sobre la cima de columnas). Tres puertas, una grande, la central, y otras dos pequeñas flanqueando que conducen al santuario.
El templón al principio no oscurecía la vista del altar, pero pasado el tiempo, los iconos fueron colgados de las vigas, los telones fueron colocados entre las columnas y el templón se hizo cada vez más opaco. A menudo es cubierto de iconos de manera muy elaborada.

## Orígenes

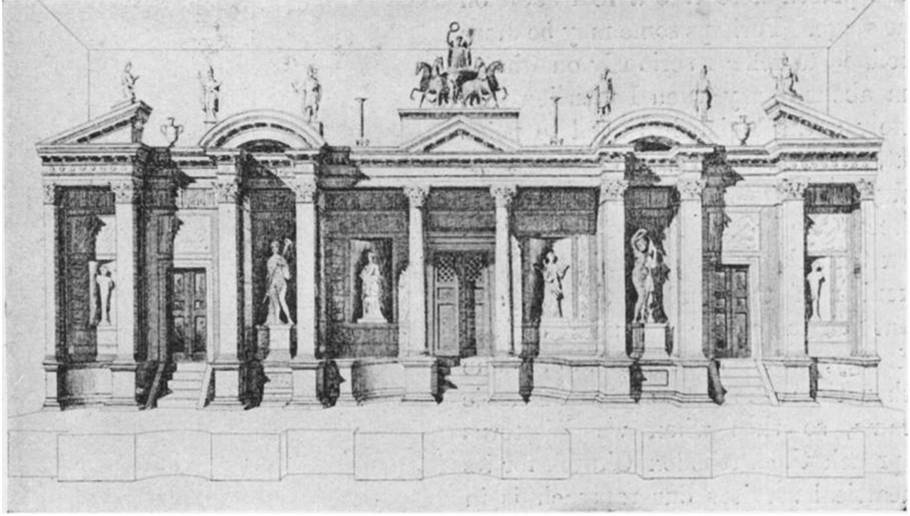
Un proscenio griego mostrando una fachada de un templo con tres puertas, propuesto a principios del como un posible origen para el diseño del templón.

El templón muy probablemente tiene un origen independiente al de las de barreras de coro latinas. La arquitectura clásica es una posible fuente. En ciertas ocasiones durante la historia bizantina, el teatro influyó fuertemente en la pintura y la escultura. Los arquitectos entonces, bajo la influencia de la situación que se remontaba a tiempos de Sófocles, imitaron deliberadamente el proscenio clásico (una etapa clásica griega), copiando múltiples columnas apuntadas por una gran puerta en el medio y dos puertas más pequeñas a cada lado. Las estatuas, sobre la cima del telón, de esta forma serían análogas a los iconos de los santos, que miran hacia abajo. Las semejanzas, sin embargo, son probablemente solo visuales. Aunque el drama clásico fuera realizado en Constantinopla, la capital del Imperio bizantino, durante los siglos V y VI fue cuando aparecieron los primeros templones, cuando la liturgia cristiana estaba siendo desarrollada, las obras y su arquitectura habían perdido su importancia y no pudieron haber influido en el ritual cristiano.
Una teoría más plausible es que el templón modela tanto en la forma como en el contenido la pared decorativa de la pantalla de la Torá en las sinagogas judías de los siglos II y III. Estos, también, tenían tres divisiones principales: una puerta central que conduce al altar, dos pasos más pequeños flanqueando, y una distribución de partes similares a un templón. La pantalla de la Torá probablemente no fuera el prototipo directo del templón; esto probablemente provenga de la imitación de la pantalla de la Torá en el altar de un típico templo sirio pagano.
Las barreras llamadas templones también fueron usadas por los griegos en ocasiones, cuando los Emperadores romanos aparecían en público, para segregar al séquito Imperial de la muchedumbre.

## El nombre
Templón es un préstamo lingüístico en el idioma griego, de la palabra templum latina, "templo"; como y por qué esto llegó a adquirir su actual significado es confuso. La explicación más obvia es que la forma del templón se parece a un templo pagano. Los pasos hasta el ábside (el semicírculo donde se localiza el altar) son análogos al estereóbato y estilóbato del templo (el suelo de un templo). Las columnas se colocaban según la forma de π, que se parece a las columnas que rodean los cuatro lados de un templo, el arquitrabe se parece al arquitrabe situado sobre un templo, y los discos tallados sobre el arquitrabe son análogos a las metopas del entablamento. 
Sin embargo, también se ha sugerido que el nombre templón no provenga de los templos paganos, viniendo de la idea cristiana de tener un lugar sagrado donde Dios fuese adorado, similar al Templo de Jerusalén.

## Primeros templones
Las pruebas arqueológicas de los primeros templones provienen del Hagios Ioannes Studios en Constantinopla, una basílica dedicada a Juan el Bautista, construida en el 463. La barrera del coro rodeaba el altar en forma de π, con una gran puerta en el centro de la nave y dos más pequeñas en los otros lados. Doce pilares sostenían las losas del coro, de aproximadamente 1,6 metros en la longitud. No se conoce la altura de las losas. La barrera del coro no era simplemente un parapeto bajo; los restos de las columnitas hallados, sugirien que la barrera llevara un arquitrabe sobre la cima de las columnas.
Aunque haya algunas pruebas arquitectónicas y arqueológicas de los primeros templones, la primera descripción y más detallada de un templón viene de un poema escrito por Pablo Silenciario, describiendo la iglesia de Santa Sofía de Constantinopla. Fue compuesto cerca del final del reinado de Justiniano I y probablemente fue recitado en la Epifanía, el 6 de enero del 563, celebrando la nueva inauguración de la iglesia después de la reconstrucción del gran domo.
El templón de Santa Sofía, según Pablo, "tal espacio como fue reservado en el arco del Este de la gran iglesia para los sacrificios exangües". Es decir, esto estiró la longitud de la semicúpula del Este, incluyendo el ábside, pero excluyendo la exedra. Arreglaron doce columnas de mármol cubiertas por plata de aproximadamente 4,94 metros de la base al capitel sobre tres lados de un plano rectangular alrededor del altar. La entablatura horizontal descansaba sobre estos. Tres puertas permitían la entrada al ábside, la central, más grande que las otras dos. Aunque se haya propuesto que todas las columnas y todas las puertas estuvieran en una sola línea paralela al ábside, reconstrucciones modernas muestran la entrada central frente al cubo con cada una de las puertas más pequeñas cada situada en los otros lados del plano rectangular.
Entremedias de las columnas estaban las losas de mármol cubiertas de plata de aproximadamente de 1a 1,10 metros de altura. Sobre ellas habían sido tallados los monogramas de Justiniano y Teodora, aun cuando Teodora llevaba muerta desde hace varios años, así como muchas cruces armadas en el centro. Sobre el centro del arquitrabe estaba un medallón repujado de Cristo. A ambos lados había medallones de ángeles, Profetas, Apóstoles, y finalmente la Virgen María. Las tallas sobre el arquitrabe tenían un papel destacado en la liturgia. Otro templón contemporáneo al de Santa Sofía es él de la iglesia a San Juan de Éfeso, reconstruido por Justiniano como un crucifijo abovedado. Había una inscripción a Juan el Evangelista sobre una puerta lateral, ya que la cripta del santo estaba dentro del santuario. San Juan el Bautista probablemente fue tallado sobre otra puerta del templón de Santa Sofía, ya que él figura prominente en las escrituras litúrgicas de la iglesia.
En cualquier caso, la mayoría de los templones siguieron el mismo diseño básico. Por lo general eran tallados de mármol monocromo, aunque unos, como el de Santa Sofía, fueron cubiertos de metales preciosos y otros mármoles policromados. Las losas a menudo eran talladas con formas vegetales o animales y el arquitrabe con los bustos de Dios, la Virgen, y los santos. La decoración que figuraba sobre el templón era concentrada principalmente en el arquitrabe, al principio con bustos tallados. Esto continuó a partir del tiempo de los justinianos en el período medio Bizantino, como muestra de una excavación del siglo X en Sebaste, en Frigia, que destapó el mármol de un templón cubierto de los bustos de santos. Hay pruebas de que los iconos fueron colgados de las columnas del templón antes de la iconoclasia. Nicéforo, Patriarca de Constantinopla del 806 al 815 describió iconos portátiles colgados de columnas y de la puerta del templón en su Antirretikoi. Importante iconos portátiles y colosales fueron colocados también delante del templon, como en la iglesia del siglo XI de San Pantaleón, en Nerzei.

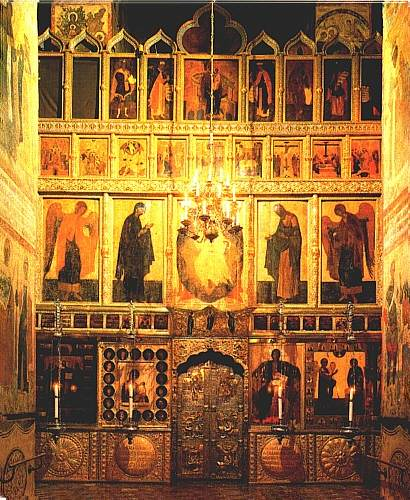
Fila de Deesis de cinco paneles, iconostasio en la catedral de la Anunciación en el Kremlin de Moscú por Theophanes el griego, 1405, el primer iconostasio de cinco filas.

## Evolución

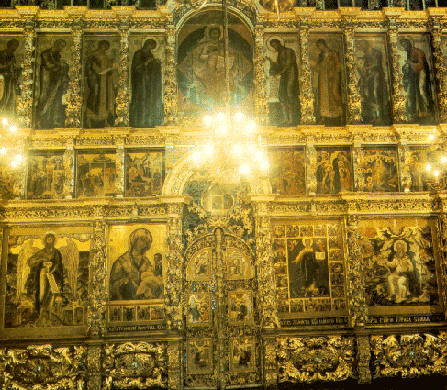
Iconostasio del de la iglesia del Profeta Elias, Yaroslavl. La fachada entera, así como los iconos colocados entre las columnas para oscurecer la vista, es un espejo claro del templón.

El templón gradualmente substituyó el resto de formas de barreras de coro en las iglesias Bizantinas en los siglos VI, VII y VIII, excepto en Capadocia. Aún en el siglo X, una barrera de coro simple, de madera, separaba el ábside del cubo en las iglesias, aunque por a finales del siglo XI, el templón se hubiera hecho estándar. Esto pudo deberse a la veneración y la imitación de la Gran Iglesia a Santa Sofía en Constantinopla, aunque la forma columnar de la barrera del coro realmente preceda a Santa Sofía.
El templón comenzó a cambiar sus formas hacia el templón medieval con la incorporación de iconos y escenas pintadas al arquitrabe. Una de las mejores conservadas de estas imágenes es la del monasterio de Santa Catalina del Monte Sinaí. Los tardíos del siglo XII muestran doce escenas de banquete canónicas, con el Deesis (Cristo entronizado, al lado de María y San Juan el Bautista) situado en el medio entre la Transfiguración y la resurrección de Lázaro, unión de la escena de Lázaro con las imágenes de Semana Santa según la práctica litúrgica. Varios epístlos de esta forma no han sido excavados en todos los lugares del Imperio, ninguno anterior al siglo XII, indicando un cambio de bustos sobre el arquitrabe a la decoración escénica. Este nuevo estilo escénico es representativo del aumento liturgificación en el arte bizantino, representativo después de la iconoclasia.
Durante la mayor parte del período Medio Bizantino, el espacio entre las columnas no estuvo ocupado por iconos sino por unas cortinas. Nicholaos Andidorum describe en su Protheoria "el cerrar de las puertas y el cierre de las cortinas sobre ellas”. la imagen más extendida en el templón medieval parece haber sido la Deesis. Durante la mayor parte de este periodo su popularidad se debió no solo a su simplicidad y elegancia, que promovía al rezo por la amenaza del Juicio Final, sino también porque fácilmente podría ser adaptado a los gustos del titular con la adición de escenas secundarias y caracteres, como ocurría en el Monasterio en Santa Catalina, donde las escenas de la vida de San Eustratios aparecen a los lados de la Deesis sobre un rayo del templón. 
Los Proskynetaria (iconos grandes) también jugaron un papel fundamental en la decoración del templón medieval, bien como imágenes monumentales colocadas sobre la parte superior de las columnas que flanqueaban el templón o como imágenes portátiles delante de la cortina. Los Proskynetaria de ambos tipos todavía existen en Chipre, provenientes de Lagoudera, que ahora están en el Palacio del Arzobispo en Nicosia, y en san Neophytos.
Entre el siglo XI y el siglo XIV, los iconos y la proskynetaria comenzaron a ser colocados en las aperturas intercolumnares sobre el templón. Después de la reconquista en 1261, las tallas sobre el templón medieval se dirigieron hacia la escultura. A partir de este período, el primero fueron creados los primeros templones iconotastas creados en madera. En la mayoría de las ocasiones contaban con un sistema fijo de decoración de icono con tres niveles: el Local, el Deesis, y las hileras de Festival. Las primeras versiones rusas estaban en la altura de pecho, llamándolo "thoraxis" en griego. La altura completa de iconos se estandarizó en el siglo XV, y probablemente debe más al siglo XIV Hesychast el misticismo y el genio de talla en madera de los rusos que algo más. La primera iconostasio rusa para la parte alta del techo, con cinco niveles fue diseñada para la Catedral de la Anunciación del Kremlin de Moscú por Theófono el Griego en 1405, y pronto copiada por su ayudante Andréi Rubliov en la Catedral de la Dormición de Vladímir en 1408.